# Georges Ferdinand Bigot
Pour les articles homonymes, voir Bigot.
Cet article possède un paronyme, voir Georges Bigot.
 (février 2017).
Si vous disposez d'ouvrages ou d'articles de référence ou si vous connaissez des sites web de qualité traitant du thème abordé ici, merci de compléter l'article en donnant les références utiles à sa vérifiabilité et en les liant à la section « Notes et références ».
Georges Ferdinand Bigot, né le 7 avril 1860 à Paris (Seine) dans le 5e arrondissement et mort le 10 octobre 1927 à Bièvres (Seine-et-Oise), est un peintre, illustrateur et caricaturiste français.
Peu connu dans son pays natal, c'est au Japon qu'il passe à la postérité. L'œuvre de Georges Ferdinand Bigot est aujourd'hui un des témoignages les plus précieux pour connaître les mœurs à l'ère Meiji. Ses caricatures, reprises chaque année dans les livres de classe, sont familières à bien des Japonais[réf. nécessaire].

## Biographie
Initié au dessin par sa mère, Georges Ferdinand Bigot se destine à l'art dès son enfance. À douze ans, il est admis à l'école des beaux-arts de Paris où il apprend le dessin dans les ateliers de Jean-Léon Gérôme et de Carolus-Duran. En dehors de l’École, il fait la connaissance de Philippe Burty, collectionneur d'œuvres japonaises, de Louis Gonse, historien de l'art et spécialiste de l'art japonais, et de Félix Buhot qui enseigne l'eau-forte à Bigot.
Le japonisme, qui influence les milieux artistiques de Paris à cette époque-là, éveille aussi la curiosité de Georges Ferdinand Bigot. Il participe aux illustrations de L'art japonais, ouvrage de Louis Gonse et visite le pavillon du Japon de l'Exposition universelle à Paris en 1878. Enfin, afin d'étudier la peinture traditionnelle japonaise, il prépare son départ pour le Japon. C'est en travaillant comme illustrateur pour les journaux La Vie moderne et Le Monde parisien, tout en participant aux illustrations d'un roman d'Émile Zola, Nana, que Bigot paie son voyage pour le pays du soleil levant. Il embarque en 1881 et arrive l'année suivante à Yokohama.
Au Japon, il suit d'abord des cours de langue japonaise et de peinture traditionnelle, tout en enseignant le dessin et l'aquarelle à l'école militaire. Parallèlement à ces activités, il publie quelques albums de gravure comme Croquis japonais (日本素描集) et illustre des journaux et romans japonais. Après l'expiration de son engagement par l'école militaire, il devient professeur de français dans une école fondée par Chōmin Nakae, écrivain et penseur politique qui a traduit Du Contrat social de Jean-Jacques Rousseau. Il voyage à Nikko, situé au nord de Tokyo, et à Kyushu, île du Sud du Japon.

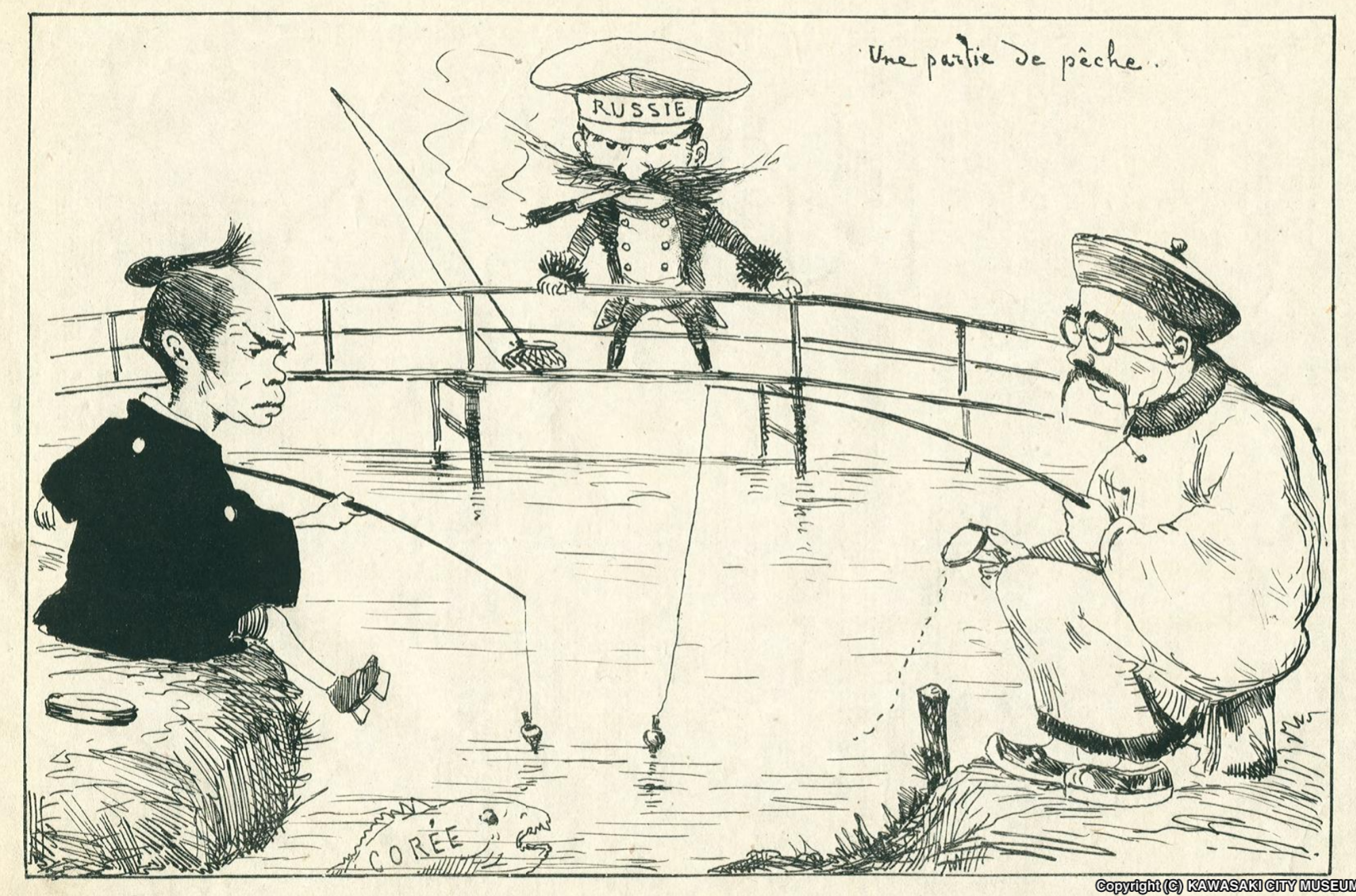
Lutte entre la Russie, la Chine et le Japon pour la Corée : Une partie de pêche, Tôbaé, no 1, 1887.

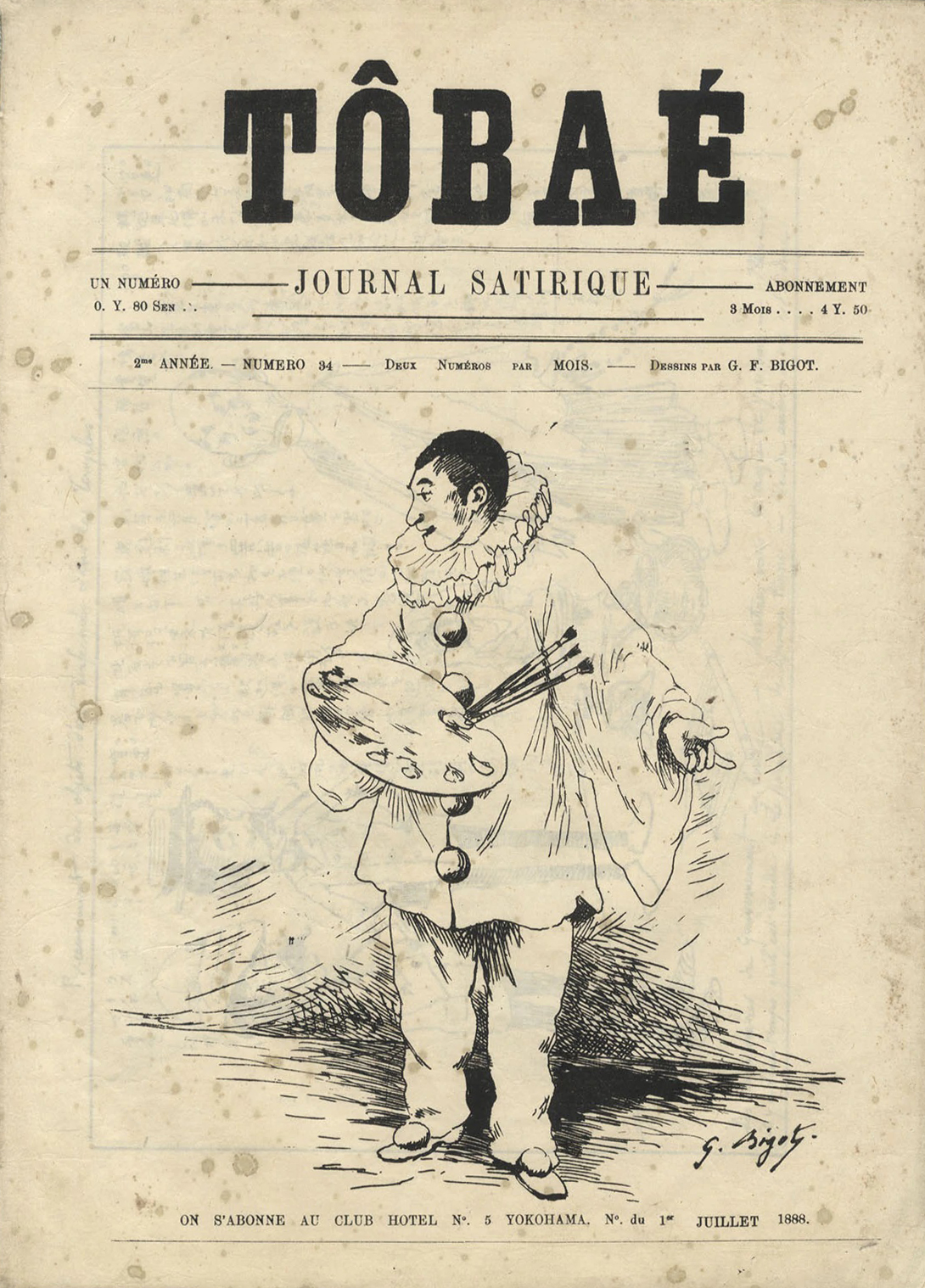
Couverture de TÔBAÉ, no 6, 1887.

En 1887, Georges Ferdinand Bigot édite le journal satirique Tôbaé dans lequel il ridiculise les hommes politiques et caricature les excès de l'occidentalisation et la modernisation du Japon. Craignant une arrestation, il publie le journal dans une concession étrangère, le gouvernement de Meiji ayant considéré Georges Ferdinand Bigot comme personne suspecte. En 1895, il épouse une Japonaise dont il a un enfant. Portant un kimono et parlant le japonais, Georges Ferdinand Bigot s'assimile à la vie japonaise.
Cela ne contrarie pas son enthousiasme créatif : Georges Ferdinand Bigot publie un bon nombre d'albums comme La Journée d'une geisha à Tokyo (東京芸者の一日), Les Aventures du capitaine Goudzougoudzou, Old England in China. Quand la guerre sino-japonaise éclate, il se rend en Corée en tant qu'envoyé spécial de la revue anglaise London Graphic.
Mais la disparition des concessions de 1899 décide Georges Ferdinand Bigot à quitter le Japon, où il a séjourné dix-sept ans. Ayant divorcé, il revient en France avec son fils et s'installe à Bièvres, où il illustre à nouveau, notamment à l'imagerie d’Épinal et au Petit Parisien. Il s'y éteint en 1927.

## Postérité
Une série télévisée biopic, coproduction franco-japonaise, réalisée par Olivier Gérard et Yuji Murakami, intitulée Le Kimono rouge (ビゴーを知っていますか, Bigō o shitte imasuka, « connaissez-vous Bigot ») a été diffusée le 9 octobre 1982 sur les chaines NHK et Antenne 2. On y retrouve Yves Beneyton, Kristian Fredric, Katia Tchenko, Yoko Shimada et Bunta Sugawara. La série remporte un Emmy Award en 1983.

## Expositions
- Mairie du 6e arrondissement, Paris, Georges Bigot: il y a cent ans, un artiste français au Japon, 6-10 octobre 1987.
- Yokohama, Tokyo, Utsunomiya, Matsuyama, Kobe, Georges Bigot: il y a cent ans, un artiste français au Japon, exposition itinérante, 1987.
- Galerie Tanakaya, La Passion du Japon: l'archipel vu par les peintres occidentaux à la fin du XIXe siècle, 3 octobre-10 novembre 2000.
- Maison franco-japonaise, Meiji par Bigot - peintre et caricaturiste, 3-21 mars 2018[3]